# Benno Wiss
Pour les articles homonymes, voir Wiss.
Benno Wiss (né le 13 juillet 1962 à Dietwil) est un coureur cycliste suisse. 

## Biographie
Il est notamment médaillé d'argent du championnat du monde du contre-la-montre par équipe en 1983 et médaillé d'argent de cette discipline l'année suivante aux Jeux olympiques.
Il se retire des pelotons professionnels le 20 mars 1986, quelques jours avant le Critérium International pour lequel il était engagé. Peu de temps auparavant, il participait à une épreuve open en Suisse, où deux de ses amis chutèrent grièvement. Ce double accident l'incita à renoncer à poursuivre sa carrière, refusant de prendre des risques en course. Il reprit alors son métier d'électro-mécanicien.
En 1985, il est un des équipiers de Bernard Hinault lors de son Tour d'Italie victorieux.

## Palmarès

### Palmarès amateur
| - 1982 - 1re étape du Circuit franco-belge - 2e du Tour du Stausee - 1983 - Tour du Stausee - Circuit franco-belge : - Classement général - 2eb étape - Médaillé d'argent du championnat du monde du contre-la-montre par équipes - 3e du Giro dei Sei Comuni - 3e du Grand Prix Mendrisio | - 1984 - Tour du Stausee - Giro dei Sei Comuni - Grand Prix de Lugano - Circuit franco-belge : - Classement général - 1re étape - Giro del Mendrisiotto - Grand Prix Mendrisio - 4e et 5e étapes du Tour de l'Avenir - Médaillé d'argent du contre-la-montre aux Jeux olympiques |

### Palmarès professionnel
- 1985
  - Grand Prix du canton de Zurich
  - 4e étape du Tour du Danemark
  - 4e (contre-la-montre par équipes) et 13e étapes du Tour de l'Avenir
  - 2e du Tour du Limousin
  - 2e du Tour du Tannenberg
  - 3e du Trophée Baracchi (avec Jean-François Bernard)

## Résultats sur les grands tours

### Tour d'Italie
1 participation 
- 1985 : 85e